# Nicole Gerlach
Nicole Gerlach (* 1. Juni 1994; † 4. Juni 2019) war eine österreichische Grasskiläuferin. Sie gehörte dem Juniorenkader des Österreichischen Skiverbandes an, startete seit 2009 im Weltcup und gewann vier Medaillen bei Juniorenweltmeisterschaften. Ihre ältere Schwester Jacqueline Gerlach war ebenfalls Grasskiläuferin.

## Karriere
Wenige Tage nach ihrem 15. Geburtstag nahm Nicole Gerlach erstmals an einem FIS-Rennen teil und gleich darauf auch an ihrem ersten Weltcuprennen, der Super-Kombination von Wilhelmsburg am 6. Juni 2009, die sie auf Rang zehn beendete. Nach mehreren Ausfällen kam sie am 5. Juli im zweiten Weltcup-Slalom von Čenkovice auf Platz sechs. Bei der Juniorenweltmeisterschaft 2009 im tschechischen Horní Lhota u Ostravy fuhr Gerlach in drei von vier Bewerben auf das Podest. Im Riesenslalom wurde sie hinter ihrer Schwester Zweite und im Slalom sowie der Super-Kombination erzielte sie jeweils Platz drei. Im Super-G hingegen wurde sie nach einem Torfehler disqualifiziert. Im weiteren Verlauf der Weltcupsaison konnte sich Gerlach beständig unter den besten zehn platzieren, wodurch sie den siebenten Gesamtrang erreichte. Auch bei der Weltmeisterschaft 2009 in Rettenbach war sie dreimal unter den schnellsten zehn. Sie belegte Platz sieben in der Super-Kombination, Platz acht im Slalom, Rang neun im Riesenslalom und Rang zwölf im Super-G.
Bei der Juniorenweltmeisterschaft 2010 in Dizin gewann Nicole Gerlach die Bronzemedaille im Slalom. Weitere Medaillen verfehlte sie als jeweils Vierte im Super-G und in der Super-Kombination nur knapp; im Riesenslalom wurde sie Sechste. Im Weltcup konnte sie in der Saison 2010 nach einigen Ausfällen erst beim Finale im September punkten. Dort erzielte sie zunächst Platz acht im Super-G, fiel danach wieder zweimal aus, und beendete die Saison schließlich mit ihrem ersten Podestplatz, den dritten Rang im Slalom von Sestriere. In der Gesamtwertung fiel sie trotzdem auf den 14. Platz zurück.
Ohne Erfolge blieb Gerlach in der Saison 2011. Im Weltcup konnte sie nicht punkten und auch bei den Großveranstaltungen gelangen ihr keine vorderen Ergebnisse. Bei der Weltmeisterschaft 2011 in Goldingen lag sie zwar im ersten Slalomdurchgang an dritter Stelle, fiel aber im zweiten Lauf aus. So blieb ein 18. und letzter Platz im Super-G ihr einziges WM-Ergebnis. Auch bei der zugleich ausgetragenen Juniorenweltmeisterschaft sah sie als Siebte des Slaloms nur in einem Rennen das Ziel. Lediglich auf nationaler Ebene erzielte sie mit dem Juniorenmeistertitel im Super-G einen kleineren Erfolg. Im Jahr 2012 nahm Gerlach an keinen Wettkämpfen teil.

## Erfolge

### Weltmeisterschaften
- Rettenbach 2009: 7. Super-Kombination, 8. Slalom, 9. Riesenslalom, 12. Super-G
- Goldingen 2011: 18. Super-G

### Juniorenweltmeisterschaften
- Horní Lhota 2009: 2. Riesenslalom, 3. Slalom, 3. Super-Kombination
- Dizin 2010: 3. Slalom, 4. Super-G, 4. Super-Kombination, 6. Riesenslalom
- Goldingen 2011: 7. Slalom

### Weltcup
- Ein Podestplatz und weitere neun Platzierungen unter den besten zehn